# Дикалов, Степан Иванович
Степан Иванович Дикалов (1912—1949) — старший лейтенант Советской Армии, участник Великой Отечественной войны, Герой Советского Союза (1943).

## Биография
Степан Дикалов родился 22 августа 1912 года в городе Ахтырка (ныне — Сумская область Украины) в крестьянской семье. Получил начальное образование, после чего работал в лесхозе, затем на заводе. В 1934—1936 годах проходил службу в Рабоче-крестьянской Красной Армии. В феврале 1943 года был повторно призван в армию. С того же года — на фронтах Великой Отечественной войны. Принимал участие в боях на Воронежском и 1-м Украинском фронтах. Участвовал в освобождении Сумской области. В боях два раза был ранен. К сентябрю 1943 года старший сержант Степан Дикалов командовал отделением 86-го стрелкового полка 180-й стрелковой дивизии 51-го стрелкового корпуса 38-й армии Воронежского фронта. Отличился во время битвы за Днепр.
В ночь с 28 на 29 сентября 1943 года под вражеским огнём Дикалов одним из первых в своём подразделении переправился через Днепр и захватил плацдарм на его западном берегу. Его отделение за ту ночь отбило четыре немецкие контратаки, уничтожив около взвода солдат и офицеров и захватив траншею.
Указом Президиума Верховного Совета СССР от 29 октября 1943 года за «личное мужество и отвагу, проявленные во время форсирования Днепра и удержания плацдарма на его правом берегу» старший сержант Степан Дикалов был удостоен высокого звания Героя Советского Союза с вручением ордена Ленина и медали «Золотая Звезда» за номером 2327.
В октябре 1945 года в звании старшего лейтенанта Дикалов был уволен в запас. Проживал в Ахтырке, работал на заводе. Позднее жил в селе Нетешин Славутского района Хмельницкой области Украинской ССР. Умер 23 октября 1949 года, похоронен в Славуте.
Был также награждён рядом медалей.
Бюст Дикалова установлен на Аллее Героев в Ахтырке, там же в его честь названа улица.